# Katarzyna Kiedrzynek
Katarzyna Kiedrzynek (* 19. März 1991 in Lublin) ist eine polnische Fußballtorhüterin. Nach drei Jahren beim VfL Wolfsburg steht sie seit der Saison 2023/24 bei Paris Saint-Germain unter Vertrag, wo sie bereits von 2013 bis 2020 spielte.

## Karriere

### Vereine
Als Jugendliche hatte Katarzyna Kiedrzynek nebeneinander im Handballtor gestanden und Fußball gespielt, Letzteres als Stürmerin, ehe sie sich in einer Notlage ihres Vereins auch dort zwischen die Pfosten stellte. Erst nachdem sich die Aktivitäten in zwei Sportarten zeitlich nicht mehr vereinbaren ließen, entschied sie sich für den Fußball. Von 2010 bis zum Sommer 2013 trat sie für Górnik Łęczna in der polnischen Ekstraliga an; in dieser Zeit wurde Kiedrzynek auch zur Nationalspielerin (siehe unten). Zur Saison 2013/14 wechselte sie zum französischen Erstligisten Paris Saint-Germain. Dessen Trainer Farid Benstiti war bereits in seiner Zeit als russischer Nationalcoach anlässlich eines Länderspiels gegen Polen auf die Torfrau aufmerksam geworden. Ihr Debüt in der Ligaelf erfolgte erst zu Beginn der Rückrunde im Dezember 2013 anlässlich eines 9:0-Siegs bei Schlusslicht AS Muret. Mit PSG belegte sie 2014 – seinerzeit in der Hierarchie der Torfrauen lediglich auf dem dritten Rang – und 2015 jeweils hinter Olympique Lyon den zweiten Platz in der Division 1 Féminine. Im Mai 2014 stand sie in der Startelf, die im französischen Pokalfinale Lyon mit 0:2 unterlag. Zur „Nummer Eins“ bei PSG wurde sie allerdings erst in ihrer zweiten Spielzeit, nachdem sie sich gegen Karima Benameur und die neu verpflichtete Ann-Katrin Berger hatte durchsetzen können. In der Saison 2014/15 stand Kiedrzynek in sämtlichen neun Champions-League-Spielen im Tor von Paris Saint-Germain – einschließlich des Finales, das mit 1:2 gegen den 1. FFC Frankfurt verloren ging.
Benstiti sah ihre Qualitäten vor allem darin, dass die hoch gewachsene Spielerin bereit ist, ständig an sich zu arbeiten, lobt zudem ihre „Luftüberlegenheit“ im Strafraum und ihre Ballbehandlung per Fuß. Auch unter Benstitis Nachfolgern Patrice Lair und Olivier Echouafni blieb Kiedrzynek die erste Wahl, wenngleich sie mit Christiane Endler seit 2017 eine neue starke Konkurrentin hatte. Als PSG 2018 Landespokalsieger wurde, stand Kiedrzynek nicht in der Endspielelf und hatte auch in den Runden zuvor keine einzige Partie bestritten. In der Saison 2019/20 gab der Trainer bei Punktspielen meist Endler den Vorzug. Im Sommer 2020 schloss sich Katarzyna Kiedrzynek auch deshalb dem VfL Wolfsburg an, wo ihr Vertrag eine Laufzeit über drei Jahre enthielt. Zum Bundesliga-Auftakt stand sie beim 3:0-Sieg gegen die SGS Essen im Tor des VfL Wolfsburg. Es folgten 17 weitere Saisonspiele, in der Folgesaison kam sie lediglich einmal zum Einsatz. In ihrer letzten Saison 2022/23 wurde sie einzig am 4. Februar 2023 (12. Spieltag) beim 1:0-Sieg im Auswärtsspiel gegen den 1. FFC Turbine Potsdam II, wie auch schon zuvor am 13. März 2022 (16. Spieltag) bei der 1:3-Niederlage im Heimspiel gegen den FSV Gütersloh 2009.
Am 7. Juni 2023 gab ihr ehemaliger Verein Paris Saint-Germain die Rückkehr mit einem Vertrag, der bis Juni 2025 läuft, bekannt.

### Nationalmannschaft
Kiedrzynek debütierte als Nationalspielerin am 19. September 2009 in Nowy Sącz im ersten Spiel der WM-Qualifikationsgruppe 4, als man die Nationalmannschaft der Ukraine mit 4:1 bezwang. Mit ihrer Mannschaft konnte sie sich jedoch weder für eine Welt- oder Europameisterschafts-Endrunde qualifizieren. Ihr bislang letztes und 52. Länderspiel bestritt sie am 22. Februar 2022 in La Manga del Mar Menor bei der 0:2-Niederlage gegen die Nationalmannschaft der Slowakei im Turnier um den Pinatar Cup im Spiel um Platz 7. Gegen ihre „zweite sportliche Heimat“ Frankreich hat sie 2011 (0:2) und 2013 (0:6) schon in zwei Freundschaftsspielen das Tor gehütet, wobei sie 2013 beim Zwischenstand von 0:4 vorzeitig ausgewechselt worden war.

## Erfolge
Paris Saint-Germain
- 2014, 2015, 2016, 2017, 2018, 2019, 2020: Französische Vizemeisterschaft
- 2014, 2017: Finalistin der Coupe de France féminine
- 2015: Finalistin der UEFA Women’s Champions League

VfL Wolfsburg
- 2022: Deutscher Meister
- 2021, 2022, 2023 (jeweils ohne Einsatz im Endspiel): Deutscher Pokalsieger

## Anmerkung / Einzelnachweise
1. ↑  Statistik ohne Spielzeit 2007 bis 2010
2. 1 2  nach dem Artikel „Und dabei wollte sie gar nicht Torhüterin werden“ vom 18. April 2015 in Le Parisien
3. ↑  siehe den Artikel „Die Torfrau Kiedrzynek verlängert bis 2018 bei PSG“ vom 30. April 2015 bei footofeminin.fr
4. ↑  siehe den Spielbericht Muret gegen Paris bei footofeminin.fr
5. ↑  vergleiche beispielsweise den Artikel „Polen, jung und ambitioniert (Memento vom 21. Juni 2015 im Internet Archive)“ vom 24. Oktober 2013 bei footdelles.com
6. ↑  nach Kiedrzyneks Einsatzstatistik bei uefa.com
7. ↑  Artikel „Neue Torhüterin von PSG: Kiedrzynek verstärkt die Wölfe“ vom 21. Mai 2020 bei kicker.de
8. ↑  Kiedrzynek kehrt nach Paris zurück auf soccerdonna.de
9. ↑  Katarzyna Kiedrzynek: „Heureuse de revenir à la maison !“ auf psg.fr
10. ↑  Spielpaarung auf soccerway.com
11. ↑  Spielpaarung auf soccerway.com

| Personendaten    | Personendaten               |
| ---------------- | --------------------------- |
| NAME             | Kiedrzynek, Katarzyna       |
| KURZBESCHREIBUNG | polnische Fußballtorhüterin |
| GEBURTSDATUM     | 19. März 1991               |
| GEBURTSORT       | Lublin, Polen               |